# Johannes Gündel
Paul Johannes Gündel (* 20. Februar 1872 in Leipzig; † 16. Mai 1938) war Senatspräsident am Reichsgericht.

## Leben

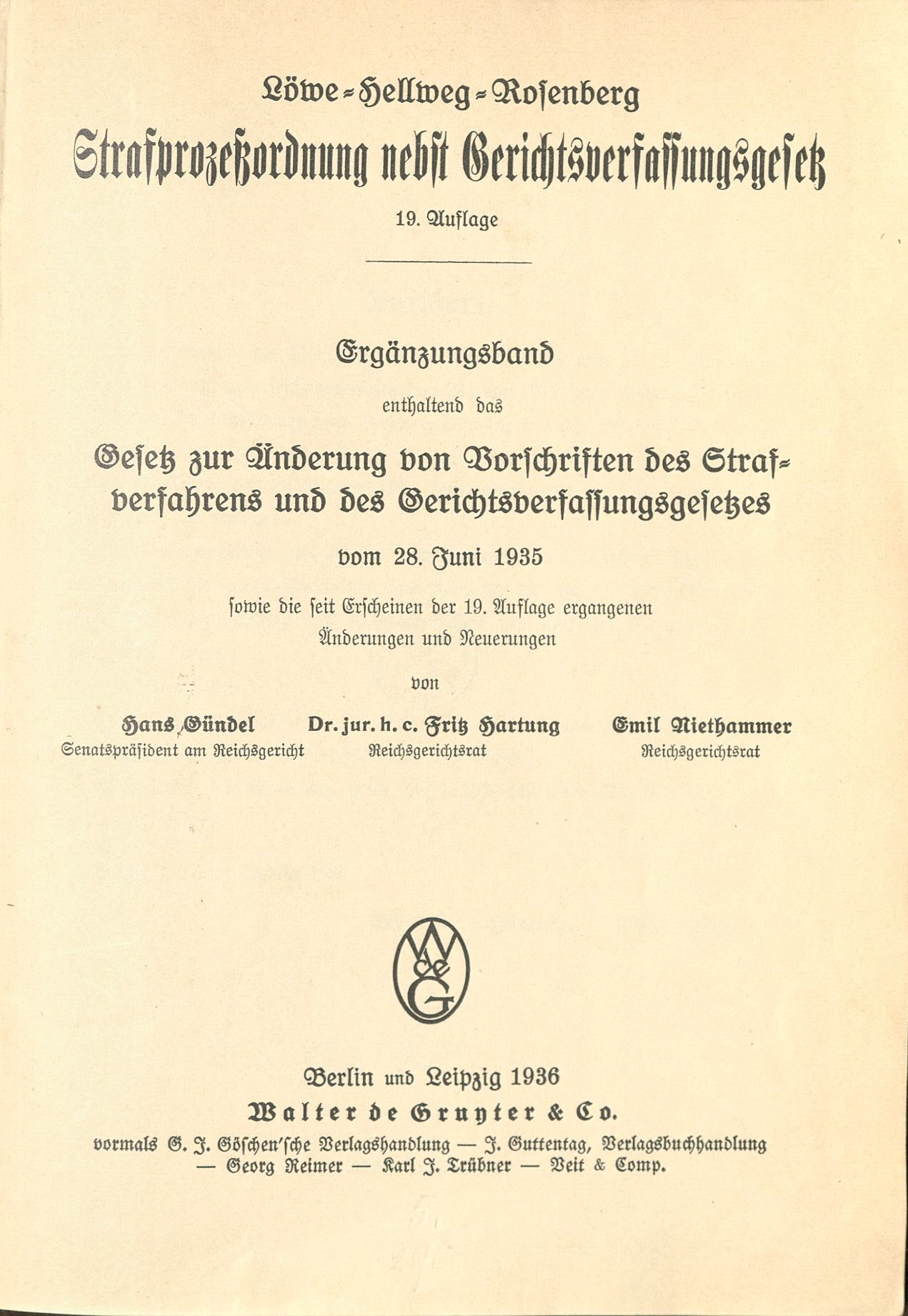
Kommentar zur Strafprozessordnung (1936)

Während seines Studiums wurde Gündel Mitglied beim Verein Deutscher Studenten Leipzig. 1895 bestand er die erste juristische Staatsprüfung „sehr gut“. Im selben Jahr trat er in den sächsischen Justizdienst ein und wurde auf den Landesherrn vereidigt. Januar 1900 bestand Gündel das Referendarsexamen „sehr gut“ und wurde als Gerichtsassessor übernommen. 1902 wurde er Amtsrichter in Dresden. 1909 wurde er zum Amtsgerichtsrat in Dresden befördert. April 1913 ernannte man ihn zum Staatsanwalt in Dresden und im November kam er als Hilfe an das Reichsjustizamt. April 1914 wurde er zum Geheimen Regierungsrat und Vortragender Rat befördert. Am Ersten Weltkrieg nahm er 1914–1916 als Hauptmann der Landwehr teil. Ende April 1918 wurde er zum Geheimen Oberregierungsrat befördert und zum 1. November 1918 an das Reichsgericht berufen. Er war die letzte Berufung im Kaiserreich. Von 1922 bis 1926 saß er für die DNVP im Sächsischen Landtag. Von 1931 bis 1938 war er als Senatspräsident in verschiedenen Strafsenaten tätig. Die Berufung Gündels 1931 haben Reichsgerichtspräsident Bumke und Reichskanzler Brüning befürwortet, obwohl sein Name auf einem öffentlichen Aufruf für den Volksentscheid gegen den Young-Plan gestanden hat. Gündel erklärte 1931 gegenüber Curt Joël, dass sein Name ohne seinen Willen unter den Aufruf gesetzt worden sei. 1935 wurde er Stellvertreter des Präsidenten des Reichsdisziplinarhofs. Zum 1. März 1938 trat er in den Ruhestand.

## Parteimitgliedschaft
- Dezember 1918 – Juni 1933 Deutschnationale Volkspartei, DNVP

## Ehrungen
- Kriegsverdienstkreuz